# Kanton Payrac
Kanton Payrac (francouzsky Canton de Payrac) je francouzský kanton v departementu Lot v regionu Midi-Pyrénées. Tvoří ho devět obcí.

## Obce kantonu
- Calès
- Fajoles
- Lamothe-Fénelon
- Loupiac
- Masclat
- Nadaillac-de-Rouge
- Payrac
- Reilhaguet
- Le Roc